# Armand Fléchet
Armand Lambert François Joseph Fléchet, né le 24 juillet 1838 à Warsage et mort le 21 octobre 1926 à Saint-Jean-Sart fut un homme politique libéral belge.
Fléchet fut notaire, juge de paix suppléant à Verviers, élu conseiller provincial de la province de Liège et sénateur de l'arrondissement de Liège.

## Généalogie
- Il est le fils de François Fléchet, notaire (1812-1887).

## Sources
- Liberaal Archief